# Leichtathletik-Halleneuropameisterschaften 2019/Teilnehmer (Portugal)
| Gelbes Symbol für Goldmedaillen mit stilisierten Olympischen Ringen | Graues Symbol für Silbermedaillen mit stilisierten Olympischen Ringen | Braundes Symbol für Bronzemedaillen mit stilisierten Olympischen Ringen |
| ------------------------------------------------------------------- | --------------------------------------------------------------------- | ----------------------------------------------------------------------- |
| —                                                                   | 1                                                                     | —                                                                       |

Aus Portugal starteten fünf Athletinnen und acht Athleten bei den Leichtathletik-Halleneuropameisterschaften 2019 in Glasgow, die eine Silbermedaille errangen.
Am 13. Februar 2019 hatte der Portugiesische Leichtathletikverband (FPA) schon die Namen von zehn Nominierten veröffentlicht und nach Ablauf des Qualifikationszeitraumes die 13-köpfige Mannschaft am 21. Februar bekannt gegeben.

## Ergebnisse

### Frauen

#### Laufdisziplinen
| Athletin        | Disziplin   | Vorlauf    | Vorlauf | Halbfinale         | Halbfinale         | Finale             | Finale             |
| Athletin        | Disziplin   | Zeit       | Platz   | Zeit               | Platz              | Zeit               | Platz              |
| --------------- | ----------- | ---------- | ------- | ------------------ | ------------------ | ------------------ | ------------------ |
| Lorène Bazolo   | 60 m        | 7,33 s     | 14      | 7,35 s             | 3                  | nicht qualifiziert | nicht qualifiziert |
| Cátia Azevedo   | 400 m       | 53,43 s SB | 22      | nicht qualifiziert | nicht qualifiziert | nicht qualifiziert | nicht qualifiziert |
| Olimpia Barbosa | 60 m Hürden | 8,40 s     | 26      | nicht qualifiziert | nicht qualifiziert | nicht qualifiziert | nicht qualifiziert |

#### Sprung/Wurf
| Athletin        | Disziplin  | Qualifikation | Qualifikation | Finale     | Finale |
| Athletin        | Disziplin  | Weite         | Platz         | Weite      | Platz  |
| --------------- | ---------- | ------------- | ------------- | ---------- | ------ |
| Susana Costa    | Dreisprung | 14,28 m PB    | 2             | 14,43 m PB | 5      |
| Patrícia Mamona | Dreisprung | 14,11 m       | 5             | 14,43 m    | 4      |

### Männer

#### Laufdisziplinen
| Athlet            | Disziplin   | Vorlauf     | Vorlauf | Halbfinale         | Halbfinale         | Finale             | Finale             |
| Athlet            | Disziplin   | Zeit        | Platz   | Zeit               | Platz              | Zeit               | Platz              |
| ----------------- | ----------- | ----------- | ------- | ------------------ | ------------------ | ------------------ | ------------------ |
| Ancuiam Lopes     | 60 m        | 6,74 s      | 12      | 6,79 s             | 20                 | nicht qualifiziert | nicht qualifiziert |
| Carlos Nascimento | 60 m        | 6,72 s      | 8       | 6,71 s             | 13                 | nicht qualifiziert | nicht qualifiziert |
| Emanuel Rolim     | 1500 m      | 3:46,62 min | 7       | –––                | –––                | nicht qualifiziert | nicht qualifiziert |
| Paulo Rosário     | 1500 m      | 3:49,32 min | 18      | –––                | –––                | nicht qualifiziert | nicht qualifiziert |
| Rasul Dabó        | 60 m Hürden | 8,03 s      | 28      | nicht qualifiziert | nicht qualifiziert | nicht qualifiziert | nicht qualifiziert |

#### Sprung/Wurf
| Athlet          | Disziplin   | Qualifikation | Qualifikation | Finale             | Finale             |
| Athlet          | Disziplin   | Weite         | Platz         | Weite              | Platz              |
| --------------- | ----------- | ------------- | ------------- | ------------------ | ------------------ |
| Nelson Évora    | Dreisprung  | 16,89 m SB    | 1             | 17,11 m SB         | Silber             |
| Francisco Belo  | Kugelstoßen | 20,31 m       | 8             | 20,97 m PB         | 4                  |
| Tsanko Arnaudov | Kugelstoßen | 19,86 m       | 12            | nicht qualifiziert | nicht qualifiziert |